# Аварский язык (древний)
Ава́рский или древнеава́рский язык — вымерший язык авар, функционировавший в Паннонии в VI—IX веках и исчезнувший после падения Аварского каганата.
Согласно тюркской версии происхождения, родственен булгарским языкам либо сильно подвергся их влиянию.
Язык авар европейского периода известен по сохранившиеся в иноязычных письменных источниках титулам и личным именам, которые являются универсальными для алтайской языковой семьи. Как свидетельствуют данные археологии, авары пользовались разновидностью рунической письменности, однако все найденные надписи очень короткие и не поддаются расшифровке. Единственным памятником, по которому пытаются реконструировать диалект, является надпись, выполненная греческими буквами на сосуде из клада Надь-Сент-Миклош. Она близка к булгарским текстам того же времени. Из источников известно, что различные группы булгар вливались в состав аварского союза.
О языке авар до переселения в Европу прямых данных нет. Есть основания полагать, что первоначально авары были монголоязычными (по наиболее распространённому мнению они отождествляются с центрально-азиатским народом жужаней). С аварским языком, по этой точке зрения, связываются ранние монгольские заимствования в славянских языках: например, слова «хоругвь» и «телега». Существует мнение, что язык авар всегда был булгаро-тюркским (А. Рона-Таш), либо принадлежал к тунгусо-маньчжурской группе (Е. А. Хелимский).